# Кахокія
Кахокія, або Каокія (англ. Cahokia) — група з 109 курганів північноамериканських індіанців, розташована поблизу міста Коллінсвілл у штаті Іллінойс на березі Міссісіпі, навпроти міста Сент-Луїс. Найбільший археологічний пам'ятник міссісіпської культури (VII—XIV ст.). З 1982 р. — під захистом ЮНЕСКО як пам'ятник Всесвітньої спадщини.
За даними археологів, Кахокія стає найбільшим містом Північної Америки в середині XI століття, коли на площі в 9 км2 почалося зведення монументальних курганів. Церемоніальним центром комплексу служив т. зв. Монаший курган (англ. Monk's Mound) заввишки 28 м і завдовжки 290 м. Ця чотириярусна споруда, ймовірно, служила основою для храму, висота якого могла складати 15 м, що робило його видимим з усіх куточків поселення.

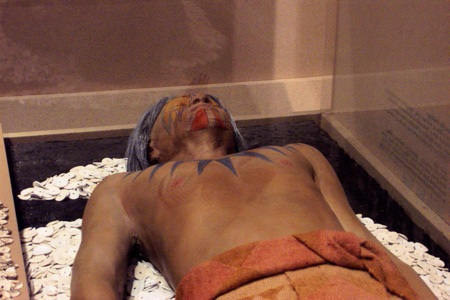
Макет поховання вождя.

Перед основним храмом Кахокії тягнулася своєрідна площа розміром не менше 19 га. Навкруги Монашого кургану був влаштований 3-кілометровий частокіл, який неодноразово оновлювався. Розміри поселення свідчать про те, що в період розквіту воно було найбільшим на континенті на північ від Мексики.
На вершині одного з малих курганів ученими було розкрито могилу індіанського вождя у формі сокола (традиційний для міссісіпської культури мотив людини-птаха). Поряд з ним виявлений скарб наконечників стріл, що походять з різних куточків континенту, що свідчить про географічний розмах торгових зв'язків індіанців. Навкруги знаходилися масові поховання молодих людей обох статей з відрубаними головами і кистями рук. Мабуть, вони стали жертвами людського жертвопринесення.
Точна чисельність населення (як і назва міста) ученим невідома, бо будівельники міста залишили по собі дуже мало матеріальних свідчень на зразок кераміки або петрогліфів. Оцінки чисельності населення варіюються від 8 до 40 тис. жителів. Якщо остання цифра відповідає дійсності, то першим містом Північної Америки, що перевершило за кількістю жителів Кахокію, стала в XIX столітті Філадельфія.
Столиця північноамериканських індіанців обезлюдніла незадовго до подорожей Колумба. Причиною відтоку населення з цих країв могло стати знелісення рівнини або нестача їжі внаслідок надмірного полювання. Французькі місіонери, що прийшли в XVII столітті в ці краї, дали місцевому населенню назву «кахокія» на честь племені конфедерації іллінойсів, що мешкало тут. Зв'язок цих племен з будівельниками древніх курганів сумнівний.

## Ресурси Інтернету
- Вікісховище має мультимедійні дані за темою: Кахокія
- Офіційний сайт історичного пам'ятника [Архівовано 23 лютого 2021 у Wayback Machine.]
- Кахокія на сайті Національного агентства парків США [Архівовано 15 липня 2007 у Wayback Machine.]